# Bronkow
Bronkow (dolnołuż. Bronkow) – gmina w Niemczech w kraju związkowym Brandenburgia, w powiecie Oberspreewald-Lausitz, wchodzi w skład urzędu Altdöbern.